# بگرام
بَگرام (به یونانی: Alexandria of the Caucasus/اسکندریه قفقاز و بعدها Kapisa/کاپیسا) شهری باستانی در هشتاد کیلومتری شمال کابل و در ولایت پروان افغانستان است. این شهر به مدت ۲ قرن پایتخت کوشانیان بود. بگرام به نسبت این که اولین پایگاه هوایی ارتش افغانستان در آنجا بنا شده‌است صاحب شهرت شد. نواحی بگرام دارای زمین‌های حاصلخیز و تاکستان‌های وسیع بوده و به خاطر تلاقی چند رودخانه از زمان‌های باستان مورد توجه شاهان و امپراتوران قرار داشت. اکنون روستاهای سرسبزش که در کنار دریا قرار دارد به تفرجگاه مردم کابل مبدل شده‌است.

## نام‌گذاری
بگرام از دو واژه سانسکریت مشتق شده یعنی «باگ» و «رام» به مفهوم «باغ رام» یا «باغ خدا». میر غلام محمد غبار می‌نویسد: «مقتدرترین پادشاه کوشانی، کانیشکا که بین سالهای ۱۲۰ و ۱۶۰ میلادی سلطنت کرد، پایتخت خود را از شمال هندوکش به جنوب هندوکش منتقل ساخت و بگرام را مرکز تابستانی و پیشاور را پایتخت زمستانی خود قرار داد.»

## تاریخچه
بگرام قدمت چند هزار ساله دارد چنانچه در حدود دو هزار سال قبل آنچنان معمور و آبادان بود که شهنشاه کوشانی (کنیشکا) بین سال‌های ۱۲۰ و ۱۶۰ میلادی پایتخت خود را از شمال هندوکش به جنوب هندوکش منتقل ساخته بگرام را مرکز تابستانی و پشاور را پایتخت زمستانی خود قرار داد. بگرام در عهد کوشانیان مناسبات بازرگانی در بین آسیای مرکزی و دولت‌های روم، چین و هند به پیمانه بی‌سابقه توسعه یافت. چون سرزمین کوشانی‌ها در محل تقاطع راه‌های تجارتی مخصوصاً راه معروف ابریشم قرار داشت، طبعاً از این تبادلات به درجه اول مستفید می‌گردید. چنانچه آثاری که از خرابه‌های بگرام پایتخت کنیشکا در شمال کابل به دست آمده از وجود امتعه و پیداوار چین، هند، سوریه، مصر و روم در آنجا حکایت می‌کند و بخش بزرگ آثار باستان‌شناسی که در افغانستان کشف شده مربوط به این عصر است.
کوشانیان در قرون سوم و چهارم پیش از میلاد با مقدونیه‌ای‌های ساکن خراسان درگیر بودند. مقدونی‌ها که از طرفی با اشکانیان و از طرفی با کوشانیان و از طرفی با خودشان می‌جنگیدند با کوشانیان صلح کردند و تقریباً شمال کابل مرز کوشانیان و مقدونی‌ها شد. حکمرانی کوشانیان در بگرام تا سده سوم میلادی دوام یافت و آنگاه به دست شاهپور یکم پادشاه ساسانی که بر شهر بگرام دست یافت تخریب گردید.

## علت که کوشانیان بگرام را پایتخت قرار دادند.
1. بگرام یا در مجموع حصه از شمالی بوده با موجودیت چند رودخانه از نگاه آب و هوا در تمام سرزمین آریانا بی‌نظیر می‌باشد.
2. دارای سرسبزی فراوان بوده این منطقه خیلی‌ها مساعد برای تربیه مواشی بود.
3. به خاطر مرکزیتش که او می‌توانست از آنجا به همه ساحه و قلمرو شاهنشاهی اش به سرعت رسیدگی کند.
4. اینکه موضوع تکثر نفوس و تهیه یک ارتش نیرومند مدنظر بوده و از جانبی سلحشوری فطری مردم شمالی بارها به اثبات رسیده‌است که مقاومت این مردم در مقابل تهاجم بیگانگان بی‌نظیر می‌باشد.
5. در فکر تسخیر کابل بود ولی در چند جنگ نتوانستند از مقدونیان به دست آورند. در مراحل اول صلح نمودند. بالاخره کوجلا کدفوزس پس از جنگ چندروزه کابل را به تصرف آورد مقدونیان به هند هجوم بردند.

## حفریات تیم فرانسوی در بگرام
بنا بر تقاضای ظاهرشاه تیم از باستان‌شناسان فرانسوی غرض کاوش‌های باستان وارد افغانستان شدند. شهر باستانی بگرام در دهه‌های ۱۹۳۰ و ۱۹۴۰ مورد حفاری این تیم قرار گرفت. در دو اتاق به نام‌های اتاق ۱۰ و ۱۳ تعداد زیادی اشیای تجاری یافت شد که متعلق به نقاط مختلف جاده ابریشم از چین تا شمال مصر بودند. در ورودی اتاق‌ها را با آجر بسته بودند تا در فرصتی مناسب اجناس را بار زده و منتقل کنند اما به دلیلی نامعلوم اتاق‌ها برای همیشه دست نخورده ماندند و ۲۰۰۰ سال بعد باستان‌شناسان به این اشیای نفیس دست یافتند. این دوره هم‌زمان با آخرین سده از حکومت اشکانیان است.
هنر باستانی افغانستان نخستین بار در گنجینه‌های بگرام در مدخل استوپه‌هایی بودایی نمایان شد. گنجینه‌های بگرام، که پیشینهٔ آن‌ها به سده‌های اول و دوم میلادی برمی‌گردد، طی سال‌های ۳۹–۱۹۳۷ توسط ژوزف هَکَن (Joseph Hackin) و تیم وی در هیئت باستان‌شناسی فرانسه در افغانستان کاوش شد. این گنجینه شامل ظروف شیشه‌ای، ظروف و تندیس‌های بُرُنزی، قالب‌های گچی با بُن‌مایه‌های یونانی، و اشیائی است که اغلب آن از مناطق مدیترانه آمده‌بودند. این گنجینه همچنین متشکل از قطعات چوبیِ سامان (اثاثه) خانه‌است که با عاج هندی حکاکی و تزئین شده‌اند. ظروف مشروب‌نوشی چینی نیز گواه بر استفاده از راه ابریشم است. آثار بدست آمده متعلق به فرهنگ‌ها و تمدن‌های مختلفی در جهان باستان می‌باشد و از نقاطی مانند قلمرو امپراتوری رم، هند و چین به بگرام آورده شده‌اند. به نظر می‌رسد این اشیاء بخشی از گنجینهٔ پادشاهان کوشان بوده که به مرور زمان گردآوری و اندوخته شده‌است. احتمال دارد که این اشیاء بخشی از محموله‌های تجاری بزرگ بوده باشند. با این حال مطالعات بیشتر نشان دادند که افغانستان در آن زمان تنها پذیرنده این اشیاء گرانبها از نقاط دیگر نبوده بلکه خود به صورت فعال در تولید بخشی از این آثار، مانند کنده‌کاری‌های روی عاج و نقش برجسته‌های گچی، فلز سازی مشارکت داشته‌است.

## بگرام طی چهل سال اخیر
طی چهل سال اخیر مرکز شهرستان بگرام که در کنار میدان هوایی نظامی قرار دارد به یک مرکز نظامی مبدل شده‌است. در کودتای هفت ثور سال ۱۳۵۷ از هواپیماهای همین میدان برای سقوط حکومت محمد داوود خان استفاده شد. شهنواز تنی علیه حکومت نحیب الله احمدزی از همین میدان استفاده نمود ولی ناکام ماند. دولت برهان‌الدین ربانی از هواپیماهای این میدان علیه گلبدین حکمتیار و عبدالرشید دوستم و طالبان استفاده نمود. پس از سال ۲۰۰۱، این میدان در تصرف قوای نظامی آمریکا درآمد. آمریکا در پی حمله به افغانستان در سال ۲۰۰۱ به راه‌اندازی یک مرکز بازداشت موقت در پایگاه نظامی بگرام اقدام کرد که تا سال ۱۳۸۷ حدود ۶۳۰ زندانی را در خود جای داده‌است.

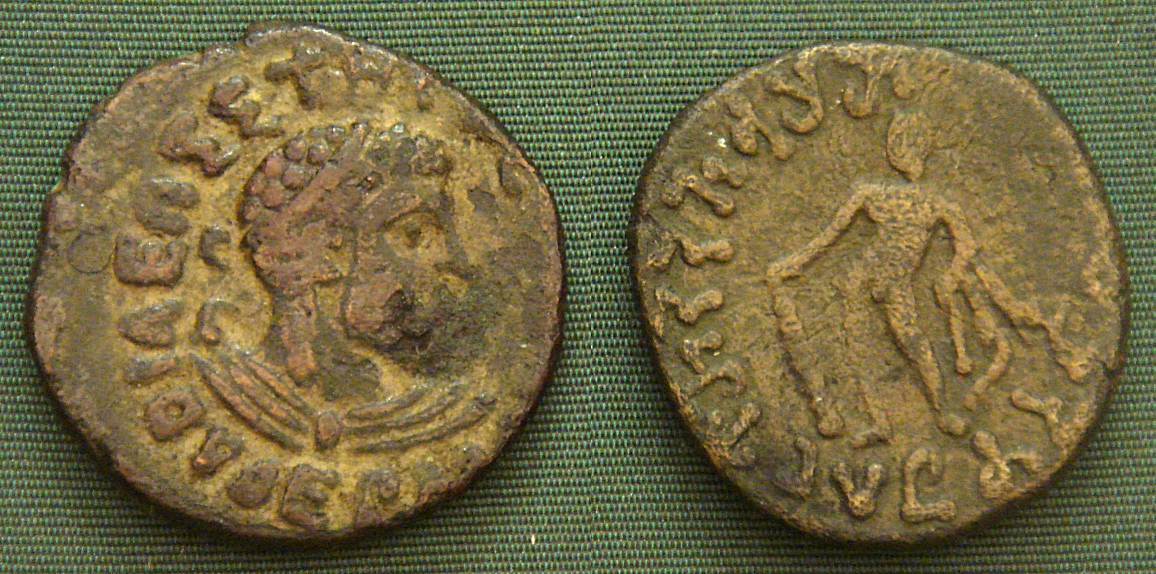
کوجوله کادفیزس، شاه کوشانی منطقهٔ تخارستان و بگرام.

## زندان بگرام
دولت آمریکا پس از حملات تروریستی ۱۱ سپتامبر عده ۶۰۰۰ از طالبان را دستگیر کرد و در زندان‌های گوانتانامو و بگرام محبوس ساخت. دولت آمریکا یازده بلاک رهایشی را برای نگهداری زندانیان در این منطقه اعمار نمود. در ده سال اول حدود ۳۱۰۰ زندانی در این زندان بازداشت شدند. سپس تمامی زندانیان را از گوانتاناموی کوبا به این زندان  انتقال دادند. در این زندان علاوه بر زندانیان افغان، افرادی از کشورهای عربی، پاکستان و لیبی نیز در زندان بگرام بندی بودند. دولت افغان غرض رسیدن به صلح تمامی زندانیان را رها نمود.

## تقسیمات کشوری
مرکز بگرام در شهرک «غلام علی» است و روستاهای زیادی در آنجا وجود دارد که می‌توان از آن‌ها چنین نام برد: قلعه بلند، قلعه یوزباشی، علیخان خیل، شاکا، جانقدم، قلعه خواجه، میانشاخ، رباط، چیکل، قلعه سفید، زیرسیم‌ها، قلعه گلی، جعفرخیل، خلازائی، داودزی، جلگه، قلعه ملک، قلعه بایزید، ده مسکین، چوب بخش، قلعه دانا، ترکمان، توغچی، ماهیگیر، ده هزاره، توغبیردی، اورچی، پشیان، بابه خیل، دولتشاهی، بالتوخیل، نوده، بهادرخیل، قلعه سوخته، گجرخیل، بخشی خیل، صیادان، یورچی، قلعه نو، ده ملا، سرپنجره و غیره می‌باشد.